# Clinceni
Clinceni – wieś w Rumunii, w okręgu Ilfov, w gminie Clinceni. W 2011 roku liczyła 4708 mieszkańców.
Z Clinceni pochodzi Elena Gheorghe, rumuńska piosenkarka.